# Battiato Collection
Battiato Collection è una raccolta di successi in lingua spagnola del cantante italiano Franco Battiato, pubblicata nel 1996. Contiene tutte le canzoni in spagnolo pubblicate in precedenza dal cantante.

## Tracce
Testi di Franco Battiato tranne dove indicato; musiche di Franco Battiato e Giusto Pio.
CD 1
1. Yo quiero verte danzar – 3:36 (Battiato-Pio)
2. Nómadas – 4:16 (Camisasca)
3. Chan-son egocentrique – 4:11 (Battiato-Pio)
4. No Time No Space – 3:21 (Battiato-Pio)
5. Carta al gobernador de Libia (live) – 3:19 (Battiato-Pio)
6. El animal – 3:20 (Battiato)
7. Mesopotamia – 4:25 (Battiato-Pio)
8. Pobre patria – 3:44 (Battiato-Pio)
9. Bandera blanca – 4:43 (Battiato-Pio)
10. Otra vida – 3:45 (Battiato-Pio)
11. Y te vengo a buscar – 3:54 (Battiato-Pio)
12. Fisiognomica – 4:32 (Battiato)
13. Alexander Platz (live) – 3:16 (Cohen-Battiato-Pio)
14. La era del jabalí blanco – 3:48 (Battiato-Pio)
15. Cucurrucucú – 4:08 (Battiato-Pio)

Durata totale: 58:18
CD 2
1. Centro de gravedad – 3:39 (Battiato-Pio)
2. La estación de los amores – 3:47 (Battiato)
3. Casaca roja – 4:18 (Battiato-Pio)
4. Los trenes de Tozeur – 3:20 (Cosentino-Battiato-Pio)
5. Up Patriots to Arms – 4:36 (Battiato-Pio)
6. Mal de África – 3:43 (Battiato-Pio)
7. Vía Lactea – 4:46 (Battiato)
8. Como un camello en un canalón – 3:31 (Battiato-Pio)
9. Sentimiento nuevo – 3:55 (Battiato-Pio)
10. Perspectiva Nevski – 3:26 (Battiato-Pio)
11. El mito del amor – 3:28 (Battiato)
12. Despertar en primavera – 3:34 (Battiato-Pio)
13. La sombra de la luz – 4:51 (Battiato-Pio)
14. Sagradas sinfonías del tiempo – 3:44 (Battiato-Pio)

Durata totale: 54:38